# Liste de marais de France
Cet article présente une liste des marais situés en France.

## Par type

### Marais littoraux

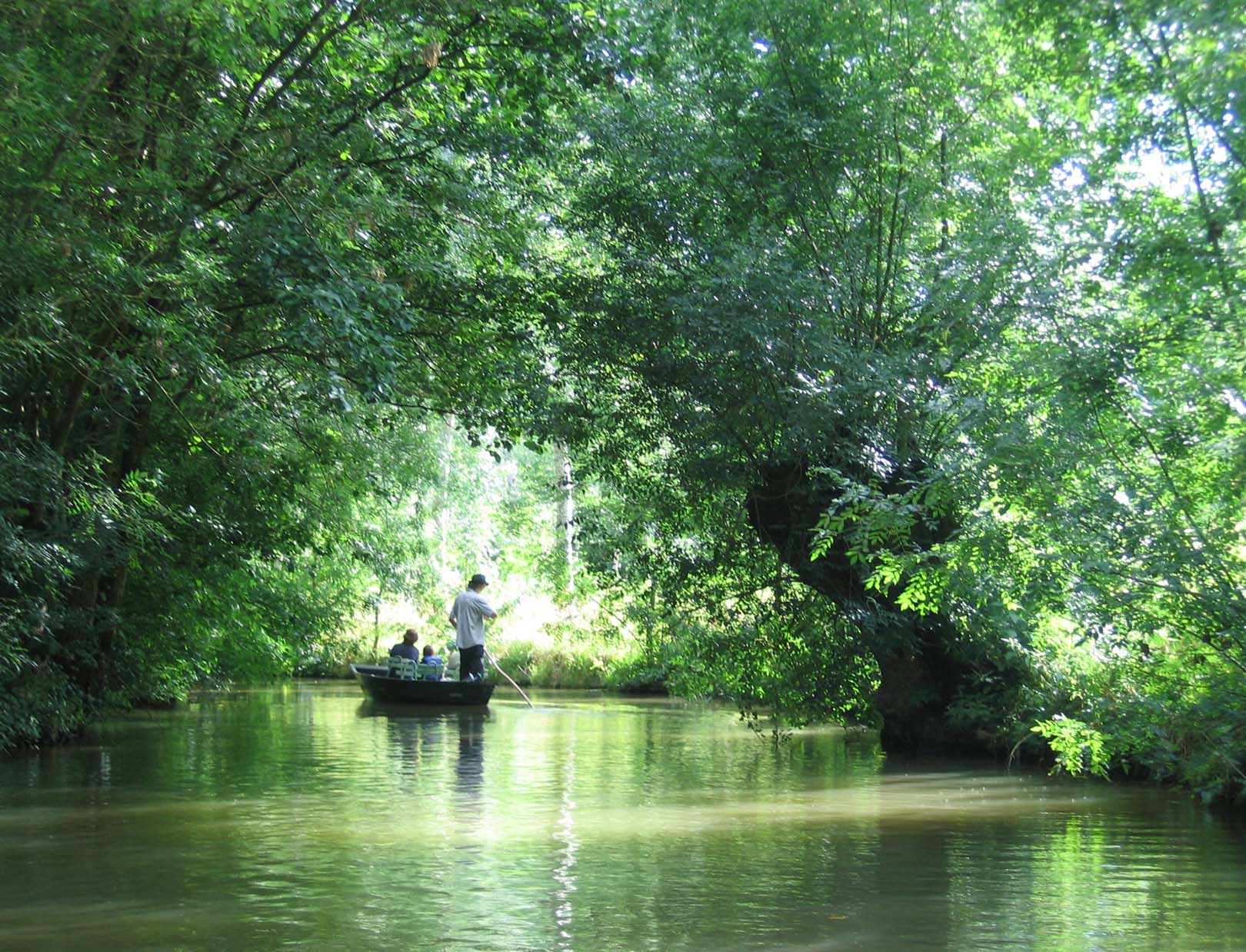
Le marais poitevin

Ces marais se sont formés par proximité avec le littoral  :
- Baie du Mont Saint-Michel (et ses prés salés)
- Brière (en Loire-Atlantique)
- Marais breton (fond de la Baie de Bourgneuf, en Vendée)
- Marais charentais dont le marais de Rochefort, le marais de la Petite Flandre et le marais d'Yves
- Marais du Cotentin et du Bessin (bassin de la Vire et de la Douve)
- Marais d'Olonne (au nord des Sables-d'Olonne, en Vendée)
- Marais poitevin (ancien golfe des Pictons, drainé par la Sèvre niortaise)
- Presqu'île de Giens

### Marais d'embouchure
Ces marais sont situés en embouchure de fleuves, dans leurs deltas ou estuaires :
- Baie de Somme (estuaire de la Somme)
- Brière (Estuaire de la Loire)
- Camargue (delta du Rhône)
- Estuaire de la Seine
- Marais-Vernier (estuaire de la Seine)
- Palus du Moron (Estuaire de la Gironde)

### Marais de rivière
- Marais du lac de Grand-Lieu (Acheneau, Ognon, Boulogne)
- Marais de Goulaine (Goulaine)
- Marais de Mazerolles (Erdre)
- Marais de Saint-Gond (Petit Morin)

### Marais intérieurs
Ces marais se forment par endoréisme (écoulement des eaux vers l'intérieur des terres, au lieu d'un coulement vers le littoral) ou aréisme (absence d'écoulement). Ils se constituent soit dans des plaines ou des plateaux — où le drainage est rendu difficile par l'absence de pente ou l'existence de contre-pentes — soit dans des dépressions.
- la Brenne, aménagée et exploitée par la construction de mares.
- la Dombes, également aménagée pour la pisciculture ; par exemple le marais des Échets.
- Marais audomarois.
- Marais des Mièges.
- Marais de saône.
- Marais salin au Plan de Phazy à 900 m d'altitude (site Natura 2000)

### Marais tufeux
- les Marais tufeux du Châtillonnais
- les Marais tufeux du Plateau de Langres